# Хифенхардт
Хифенхардт (њем. Hüffenhardt) општина је у њемачкој савезној држави Баден-Виртемберг. Једно је од 27 општинских средишта округа Некар-Оденвалд. Према процјени из 2010. у општини је живјело 2.073 становника. Посједује регионалну шифру (AGS) 8225042.

## Географски и демографски подаци
Хифенхардт се налази у савезној држави Баден-Виртемберг у округу Некар-Оденвалд. Општина се налази на надморској висини од 292 метра. Површина општине износи 17,6 km². У самом мјесту је, према процјени из 2010. године, живјело 2.073 становника. Просјечна густина становништва износи 118 становника/km².

## Међународна сарадња
| Мјесто       | Држава    | Врста сарадње | Од    |
| ------------ | --------- | ------------- | ----- |
| Маријакалнок | Мађарска  | партнерство   | 2005. |
| Шанван       | Француска | партнерство   | 1980. |
| Извор        |           |               |       |